# Cindy Blodgett
Cindy Lee Blodgett (Clinton, 23 dicembre 1975) è un'ex cestista e allenatrice di pallacanestro statunitense, professionista nella WNBA.

## Carriera
È stata selezionata dalle Cleveland Rockers al primo giro del Draft WNBA 1998 (6ª scelta assoluta).